# Apera intermedia
Apera intermedia är en gräsart som beskrevs av Eduard Hackel. Apera intermedia ingår i släktet kösor, och familjen gräs. Inga underarter finns listade i Catalogue of Life.